# APA Building (Melbourne)
El APA Building era un rascacielos histórico en la ciudad de Melbourne, la capital del estado de Victoria (Australia). Tenía 12 pisos y medía 53 m hasta la punta de la aguja de la esquina. Fue el edificio comercial más alto de Australia en el momento de su construcción en 1889. Originalmente conocido como Australian Building (y también conocido como Australian Property Investment Co o API Building), estaba ubicado en 49 Elizabeth Street, en la esquina de Flinders Lane. Se destacó por su diseño estilo Reina Ana, realzado por el techo empinado, las agujas y los hastiales de los pisos superiores. Fue el edificio más alto de Australia hasta 1912, cuando fue superado por Culwulla Chambers en Sídney, y siguió siendo el más alto de Melbourne hasta 1929. Fue demolido en 1981.

## Historia
En la década de 1880, Melbourne estaba en medio del auge de la tierra, impulsado por el crédito fácil y los fuertes aumentos en el precio de la tierra, especialmente en el centro de la ciudad. Construido por Australian Property Investment Co (o API), el anuncio de la construcción señaló que se decía que era más alto que cualquier edificio privado en Londres en ese momento y se ubicaría entre los más altos de Nueva York y Chicago. Se dice que se planeó originalmente para tener 15 pisos (y un boceto de 1888 muestra un edificio igualmente grande en el mismo estilo al lado), pero se construyó con 12 niveles. El proyecto fue una creación de uno de los directores de la empresa API, el empresario y político FT Derham, que había pagado 65 000 libras esterlinas por el sitio; Luego, la API pidió prestadas 400 000 libras esterlinas para la construcción a Home and Colonial Assets Corporation Ltd., con sede en Londres.
La API convocó una competencia limitada en noviembre de 1887, que ganó Henry Hardie Kemp; en ese momento trabajaba en Terry & Oakden (el socio Leonard Terry había muerto algunos años antes), donde pronto fue incorporado como socio, junto con otro arquitecto sénior, para formar Oakden, Addison and Kemp. John Beswicke, que había trabajado anteriormente para uno de los directores de la API, también había sido invitado a participar y fue contratado como asociado en el proyecto, ya que había estudiado edificios altos y se cree que brindó asesoramiento técnico.
El edificio australiano fue construido por el constructor local James Anderson, quien fue un miembro destacado de la Asociación de Constructores y Contratistas de Victoria. Construyó muchos edificios notables en Melbourne, incluido el Ayuntamiento de Hawthorn, que aún se mantiene en pie. La mayoría de los demás han sido demolidos.
El Australian Building fue uno de los aproximadamente 11 'edificios masivos' de 8 a 10 pisos construidos en la ciudad en el apogeo del auge, de los cuales solo dos sobreviven. Fueron posibles gracias a la introducción de un sistema de energía hidráulica de agua a presión que podía operar los ascensores a grandes alturas 'con total seguridad'. Sin embargo, no emplearon ninguna nueva tecnología estructural, confiando en gruesos muros de ladrillos de carga y estructuras internas de hierro fundido, hierro forjado y madera. Con el auge que pronto se convirtió en un colapso, estos edificios siguieron siendo los más altos durante muchos años, y en 1916 se aprobó una nueva regulación de construcción que limita los edificios a 40 m.
El edificio inevitablemente generó sus propias leyendas, por ejemplo, que tres empresas quebraron hundiendo los cilindros de 40 m de profundidad para el poste del ascensor hidráulico, y que poco después de su finalización, el perno de uno de los cilindros se rompió, enviando el ascensor, afortunadamente vacío, a toda velocidad hacia abajo. Otro de 1945 es que el día de la inspección oficial, el ascensor se disparó sin control solo para rebotar en los resortes en la parte superior, lo que provocó que muchos de los asistentes usaran las escaleras para bajar. La leyenda principal es que era el más alto del mundo en 1889, por ejemplo en el libro Melbourne's Yesterdays de 1976, pero había varias torres en Nueva York y Chicago en ese año que lo superaban en uno o dos pisos, además de características arquitectónicas.
Su gran altura y dominio en el paisaje urbano hizo que fuera objeto de muchas fotografías y postales en sus primeros 20 años.
En 1920, la Australian Provincial Assurance Association Ltd, una compañía de seguros, compró el edificio como su base en Melbourne y luego lo rebautizó como APA Building.
La APA fue el edificio más alto de Australia hasta 1912, cuando se construyó Culwalla Chambers en Sídney. Este edificio de oficinas fue construido en hormigón armado, y contó con 12 plantas completas de oficinas, con una altura de fachada de 59 m.
El APA Building fue el edificio comercial más alto de Melbourne durante 40 años, hasta que la compañía decidió mudarse y compró y remodeló otro 'rascacielos' victoriano de 9 pisos en la esquina sureste de las calles Collins y Queen como su nueva sede, agregando una torre muy alta ( en gran parte para el espectáculo) en 1929, que alcanzó un máximo de 76 m. Este también se conocía como el APA Building y fue demolido a fines de la década de 1960. En algún momento de la década de 1950, se quitaron la aguja, las torres y los frontones de los pisos superiores del anterior APA Building, dejándolo con un techo abuhardillado truncado.
A fines de la década de 1970, se reconoció su importancia histórica a pesar de su alteración, y el National Trust lo clasificó en 1978. También fue incluido en la lista del entonces Consejo de Preservación de Edificios Históricos (ahora Heritage Victoria), pero los propietarios luego abogaron con éxito por un permiso de demolición, sobre la base del gran costo de la actualización para cumplir con las normas modernas contra incendios. Fue demolido a mediados de 1980, y reemplazado por un edificio de oficinas de cinco pisos.

## Estilo arquitectónico
El edificio fue diseñado por el estudio de arquitectura de Oakden, Addison & Kemp en asociación con John Beswicke. El diseño tiene fuertes influencias del estilo Reina Ana, que era nuevo en Melbourne. Esto se ve en el uso de ladrillo rojo con franjas enlucidas y el pintoresco paisaje de techo con torres y hastiales.

## Reclamaciones a la altura
Se ha afirmado de diversas formas que el APA Building es el más alto (o el tercero o cuarto) del mundo en 1889, cuando en realidad era quizás un distante sexto o séptimo o más. Los dibujos medidos que se encuentran en la Biblioteca Estatal de Victoria desde 1980 muestran que tenía 11 pisos ocupables y un piso 12 en el ático con un apartamento para cuidadores, mientras que los planos reproducidos en una tesis en la Universidad de Melbourne muestran que tenía una altura de techo del piso 11 a 41,5 m, la altura del techo del piso superior del ático de 47 m, y la parte superior de la aguja era de 51 m. Esto es más bajo, pero comparable a una serie de edificios en la ciudad de Nueva York y Chicago, construidos en ese año o antes.
El más alto del mundo en 1889 estaba en Chicago, que pronto sería el hogar de todos los edificios más altos del mundo, donde la parte de la torre del Auditorium Building tenía 17 pisos y 72 m, mientras que el Rookery Building de 12 pisos, terminado en 1888, tenía 55 m En Nueva York, el más alto fue el Washington Building de 1887, de 12 pisos, que medía 67 m hasta el techo, más ático y cúpula; el New York Times Building de 13 plantas de George B. Post tenía 57,3 m hasta la parte superior de su aguja; y el Potter Building adyacente de 11 pisos completado en 1885 fue de 50,3 m hasta la parte superior del techo, con pináculos encima de eso. El Hotel Chelsea de 1885 tenía 43 m hasta la parte superior del piso 12, con frontones decorativos que agregan mayor altura.
Estuvo solo entre los más altos del mundo durante 6 a 12 meses, mientras las torres en Chicago y Nueva York continuaban escalando más alto. El New York World Building, demolido durante mucho tiempo, se completó en 1890, con 13 pisos más una cúpula alta que alcanza los 94 m, y en 1891 el Monadnock Building en Chicago alcanzó los 60 m en 16 pisos, el edificio de oficinas de ladrillo con capacidad de carga más alto jamás construido.

## Galería

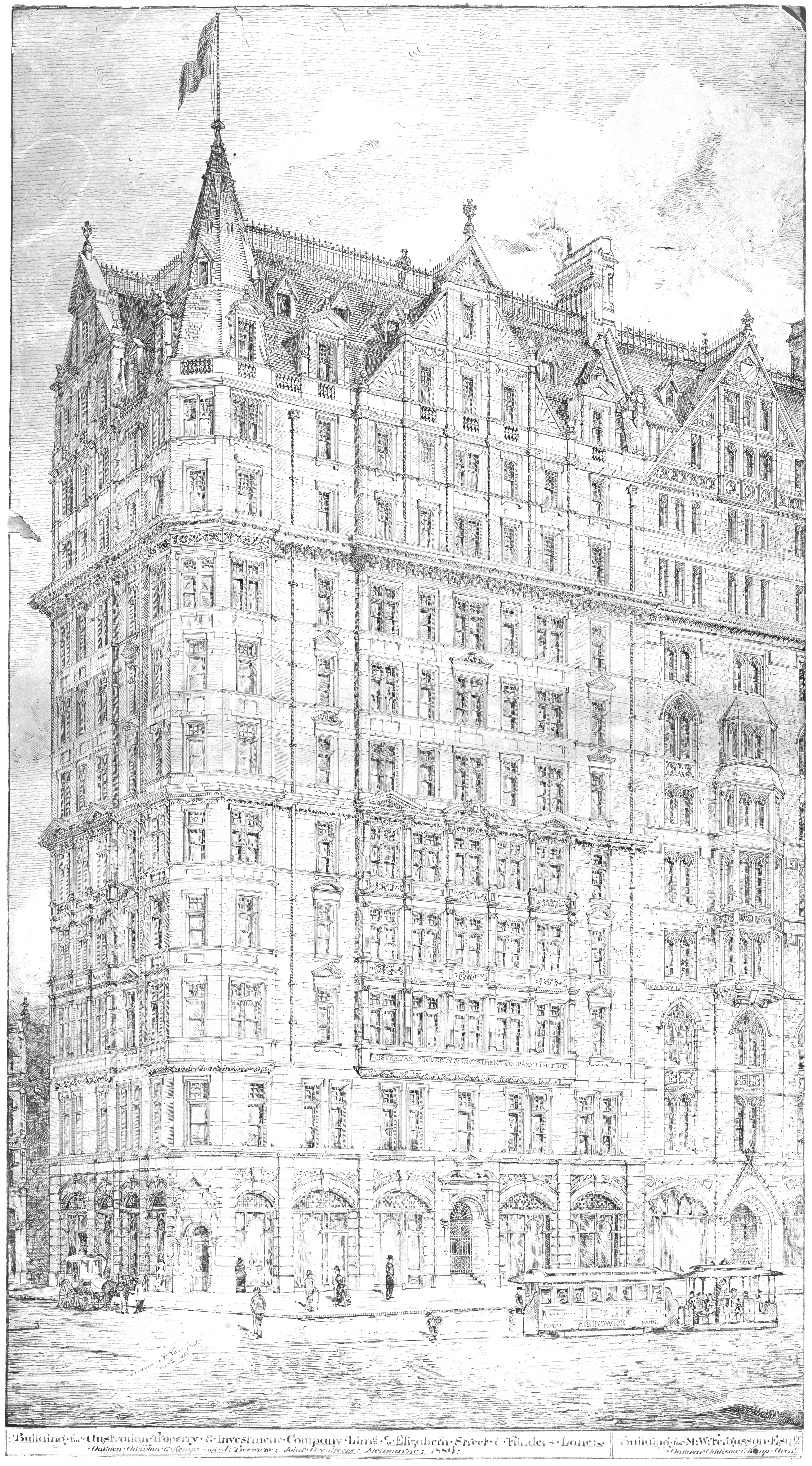
Bosquejo por H. H. Kemp
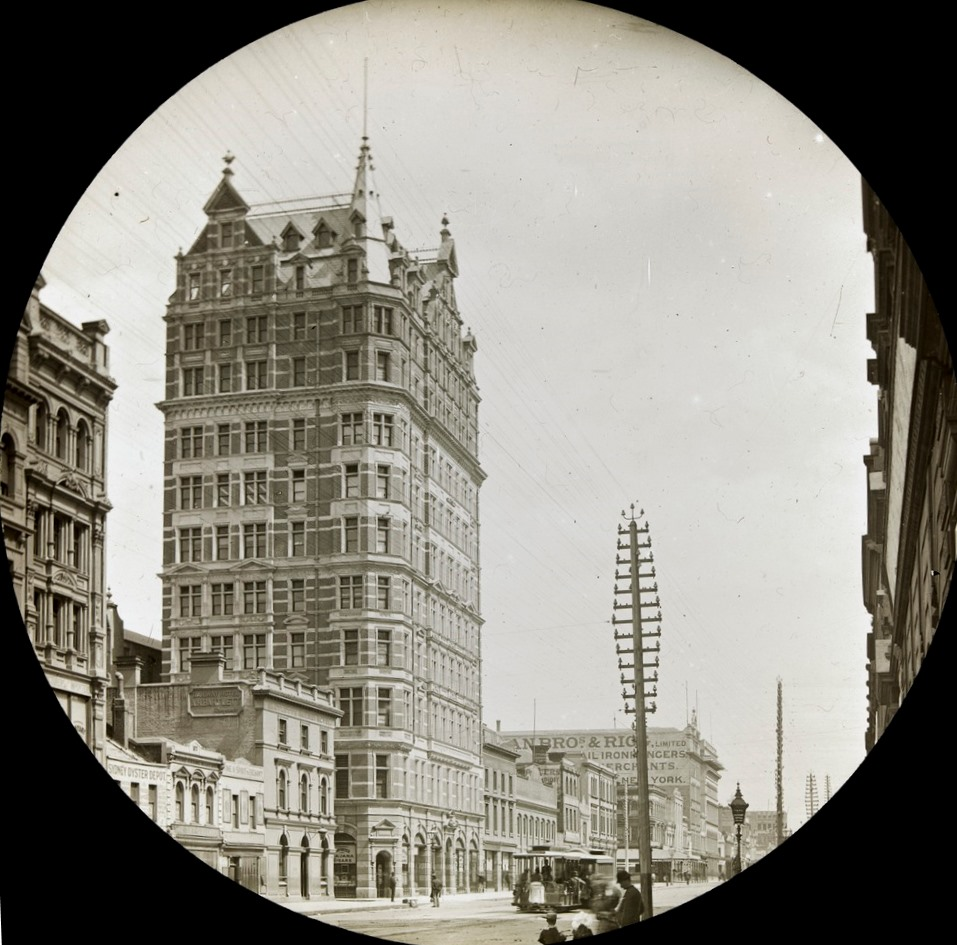
El APA Building hacia 1890
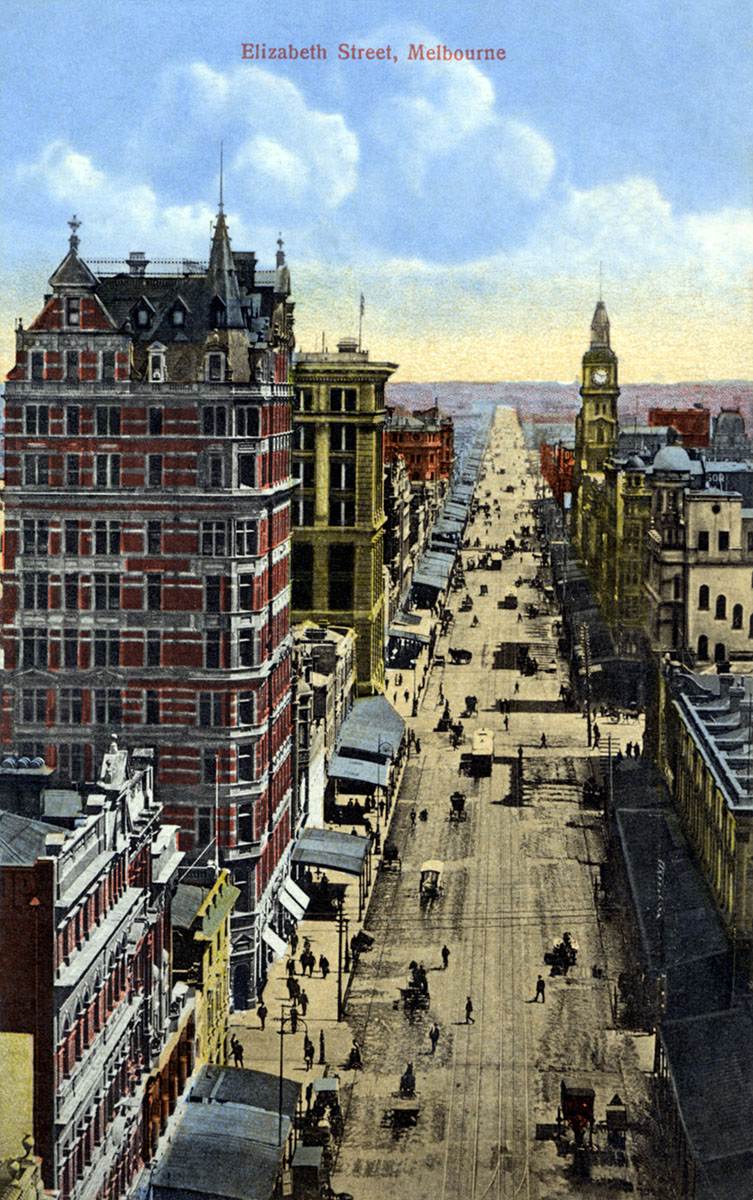
Vista norte en Elizabeth St.
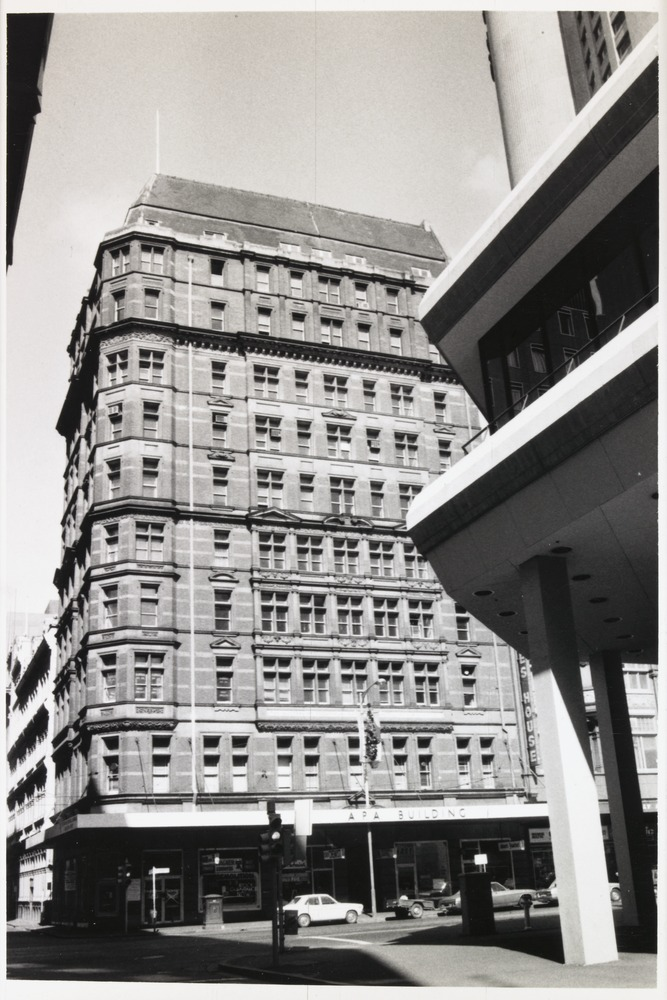
El APA Building en 1978